# Lijst van kastelen in Zweden

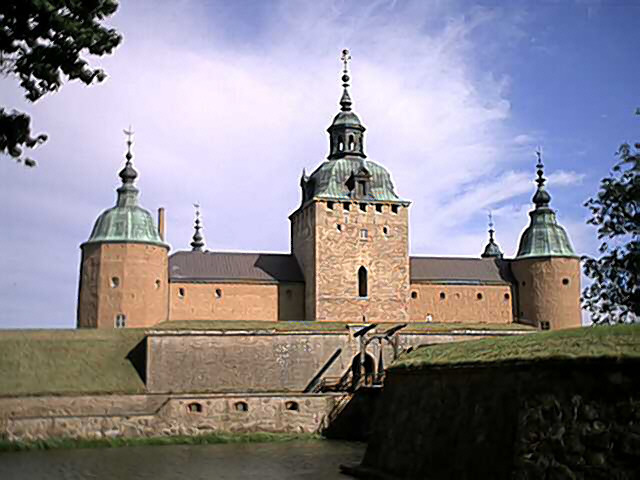
Kalmar Slott in Kalmar

Zweden bezit een aantal kastelen en paleizen. Deze lijst geeft een overzicht van kastelen, vestingen en paleizen in Zweden per provincie. Waar van toepassing is het object benoemd als ruïne.  De Zweedse benaming voor kasteel is Slott.

## Blekinge
- Johannishus slott in Johannishus

## Gävleborg
- Gävle slott in Gävle

## Halland
- Halmstads slott in Halmstad
- Skottorps slott in Laholm
- Tjölöholm slott in Kungsbacka
- Varberg fort in Varberg

## Jönköping
- Brahehus Slott bij Gränna
- Näs slott op het eiland Visingsö
- Visingsborg op het eiland Visingsö
- Brahälla slott bij Tranås

## Kalmar
- Borgholms slott bij Borgholm
- Eketorps burcht op het eiland Öland
- Gråborg slott in Glömminge
- Gränsö slott in Västervik
- Ismantorps fort in Lånlöt
- Kalmar slott in Kalmar
- Slot Solliden bij Borgholm
- Stegeholm slott in Västervik

## Kronoberg
- Danaborg in Ljungby
- Bergkvara Slott in Räppe
- Kronoberg Slott in Sandsbro
- Teleborg Slott  in Växjö

## Örebro
- Göksholm bij Stora Mellösa
- Slot Örebro in Örebro

## Östergötland
- Bjärka-Säby Slott in Linköping
- Ekenäs Slott in Linköping
- Linköping Slott in Linköping
- Löfsted Slott bij Norrköping
- Stegeborg in Skällvik (ruïne)
- Stjärnorp Slott in Linköping
- Sturefors Slott in Ärlängen-Linköping
- Vadstena Slott in Vadstena (stad)

## Skåne
- Alnarp Slott in Alnarp
- Bäckasko Slott g in Kristianstad
- Barsebäck Slott in Kävlinge
- Bjarsjöholm Slott bij Ystad
- Björnstorp Slott in Lund
- Borgeby Slott in Lomma
- Bollerup Borg in Tomelilla
- Bosjökloster in Skane-Höör
- Christinehof in Andrarum
- Glimmingehus in Simrishamn
- Herrevadskloster in Ljungbyhed
- Hovdala Slott in Finjasjön
- Kärman Slot in Helsingborg
- Kulla-Gunnarstorp Slott in Viken
- Landskrona citadel in Landskrona
- Malmöhus in Malmö
- Marvinsholm Slott in Rögla
- Örup Slott in Tomelilla
- Rössjöholm Slott in Skane-Höör
- Skarhults Slott in Eslöv
- Sofiero Slott in Helsingborg
- Sövdeborg Slott in Sjöbe
- Svaneholms Slott in Skurup
- Torups Slott in Klägerup
- Tosterups slott in Tomelilla
- Trolle Ljungby Slott in Vanneberga
- Trolleholms Slott in Svalövs
- Trollenäs Slott in Eslöv
- Uranienborg in Landskrona (stad)
- Vanås Slott in Knislinge
- Vittskövle Slott in Kristianstad

## Södermanland
- Gripsholm Slott in Mariefred
- Mälsaker Slott in Ytterselö
- Nyköping Slott in Nyköping (stad)
- Tullgarnn Slott in Vagnhärad
- Tyresö Slott in Tyresö
- Rockelsta

## Stockholm
- Årsta Slott in Hanige
- Drottningholm Slott in Drottningholm op eiland Lovön
- Fiholm Slott in Sundby (Ekerö)
- Haga Slott in Solna
- Karlberg Slott in Solna
- Kristineberg Slott in Kungsholmen
- Penningby Slott in Lanna-Nortälje
- Rosersbergs Slott bij Rosersberg
- Rydboholm Slott bij Rydbo
- Stening Slott in Märsta
- Stockholm palace in Stockholm
- Svartsjö Slott in Svartsjö
- Ulriksdal Slott in Solna
- Vaxholm Slott in Vaxholm

## Uppsala
- Salsta Slott in Vattholma
- Skokloster Slott in Håbo-Skokloster (Mälarmeer)
- Uppsala Slott in Uppsala

## Värmland
- Forshaga slott

## Västmanland
- Fiholms fideikommiss
- Fullero slott
- Tido slott
- Västerås slott
- Ängsö slott

## Västra Götaland
- Bohus vesting in Kungalv (ruïne)
- Carlsten vesting in Marstrand
- Gunnebo Slott in Mölndal (plaats)
- Helliden Slott bij Tidaholm (plaats)
- Karlsborg vesting in Karlsborg (plaats)
- Läckö slott op het eiland Kållandsö in het Vänermeer
- Nya Elfsborg Slott in Göteborg
- Skansen Kronan Slott in Göteborg
- Torpa Stenhus Slott in Dannike

Albanië · Armenië · België · Bosnië-Herzegovina · Bulgarije · Cyprus · Denemarken · Duitsland · Engeland · Estland · Finland · Frankrijk · Griekenland · Hongarije · Ierland · Italië · Kroatië · Letland · Litouwen · Luxemburg · Nederland · Noorwegen · Oostenrijk · Polen · Portugal · Roemenië · Schotland · Servië · Slovenië · Slowakije · Spanje · Tsjechië · Wales · Zweden · Zwitserland